# Miika Elomo
Miika Elomo, né le 21 avril 1977 à Turku en Finlande et mort le 9 février 2025 à Boissy-l'Aillerie, est un joueur professionnel finlandais de hockey sur glace. Il évolue au poste d'ailier droit et joue deux parties dans la LNH avec les Capitals de Washington. 

## Biographie
Miika Elomo est le frère de Teemu Elomo.

### En club
Miika Elomo commence sa carrière avec son club formateur le TPS Turku en 1994-1995 pendant un match et 27 minutes de pénalités. Pendant la même année, il a également joué pour le Kiekko-67 en deuxième division. À la fin de l'année, il fut repêché par les Capitals de Washington en 1re ronde, 23e au total lors du repêchage d'entrée dans la LNH 1995. L'année suivante ressembla beaucoup à 1995, mais avec 10 matchs avec le TPS. Cependant, en 1996, il fit le saut en Amérique et joua dans la ligue américaine avec le club-école des Caps du temps, les Pirates de Portland. L'année qui suit fut partagée entre les Pirates de la LAH et la SM-liiga qui fut avec le HIFK. L'année 1998-1999 fut quant à elle un retour avec le TPS Turku. Ce ne fut cependant que temporaire puisque l'année suivante fut le retour avec les Pirates de Portland et il joua même 2 matchs dans la LNH avec l'équipe qui l'a repêché, les Capitals de Washington, il eut une assistance sur le premier but de la carrière de Jeff Halpern dans la grande ligue. Ce sera le seul point d'Elomo dans la LNH. Dès l'année suivante, il a joué avec une nouvelle équipe de la ligue américaine soit les Flames de Saint-Jean, une équipe affilié aux Flames de Calgary de la ligue nationale. Miika refait, en 2001, un retour avec le TPS Turku de la SM-liiga, mais il passa aux mains des Blues Espoo de cette même ligue et il y passa les trois dernières saisons de sa carrière de 230 matchs en SM-liiga, 2 en LNH et 216 en LAH.

### En équipe nationale
Miika Elomo représente la Finlande en sélection jeune.

### Mort
Miika Elomo meurt le 9 février 2025 dans le Val-d'Oise à l’âge de 47 ans,.

## Statistiques
| Saison    | Équipe                 | Ligue    |    | Saison régulière | Saison régulière | Saison régulière | Saison régulière | Saison régulière |    | Séries éliminatoires | Séries éliminatoires | Séries éliminatoires | Séries éliminatoires | Séries éliminatoires |
| Saison    | Équipe                 | Ligue    | PJ | B                | A                | Pts              | Pun              | PJ               | B  | A                    | Pts                  | Pun                  |                      |                      |
| 1994-1995 | TPS Turku              | SM-liiga | 1  | 0                | 0                | 0                | 27               | --               | -- | --                   | --                   | --                   |                      |                      |
| 1994-1995 | Kiekko-67              | Mestis   | 14 | 9                | 2                | 11               | 39               | --               | -- | --                   | --                   | --                   |                      |                      |
| 1995-1996 | TPS Turku              | SM-liiga | 10 | 1                | 1                | 2                | 8                | 3                | 0  | 0                    | 0                    | 2                    |                      |                      |
| 1995-1996 | Kiekko-67              | Mestis   | 21 | 9                | 6                | 15               | 100              | --               | -- | --                   | --                   | --                   |                      |                      |
| 1996-1997 | Pirates de Portland    | LAH      | 52 | 8                | 9                | 17               | 37               | --               | -- | --                   | --                   | --                   |                      |                      |
| 1997-1998 | Pirates de Portland    | LAH      | 33 | 1                | 1                | 2                | 54               | --               | -- | --                   | --                   | --                   |                      |                      |
| 1997-1998 | HIFK                   | SM-liiga | 16 | 4                | 1                | 5                | 10               | 9                | 4  | 3                    | 7                    | 6                    |                      |                      |
| 1998-1999 | TPS Turku              | SM-liiga | 36 | 5                | 10               | 15               | 76               | 10               | 3  | 5                    | 8                    | 6                    |                      |                      |
| 1999-2000 | Pirates de Portland    | LAH      | 59 | 21               | 14               | 35               | 50               | --               | -- | --                   | --                   | --                   |                      |                      |
| 1999-2000 | Capitals de Washington | LNH      | 2  | 0                | 1                | 1                | 2                | --               | -- | --                   | --                   | --                   |                      |                      |
| 2000-2001 | Flames de Saint-Jean   | LAH      | 72 | 10               | 21               | 31               | 109              | --               | -- | --                   | --                   | --                   |                      |                      |
| 2001-2002 | TPS Turku              | SM-liiga | 24 | 3                | 4                | 7                | 84               | --               | -- | --                   | --                   | --                   |                      |                      |
| 2001-2002 | Blues Espoo            | SM-liiga | 28 | 2                | 2                | 4                | 44               | 3                | 0  | 0                    | 0                    | 4                    |                      |                      |
| 2002-2003 | Blues Espoo            | SM-liiga | 50 | 8                | 5                | 13               | 28               | 5                | 1  | 1                    | 2                    | 2                    |                      |                      |
| 2003-2004 | Blues Espoo            | SM-liiga | 50 | 3                | 6                | 9                | 20               | 9                | 0  | 0                    | 0                    | 4                    |                      |                      |
| 2004-2005 | Blues Espoo            | SM-liiga | 15 | 0                | 0                | 0                | 25               | --               | -- | --                   | --                   | --                   |                      |                      |

## Trophées et honneurs personnels
- Champion de Finlande : 1998 et 1999
- Coupe Calder : 2001